# Copestylum volucre
Copestylum volucre är en tvåvingeart som först beskrevs av Giglio-tos 1892.  Copestylum volucre ingår i släktet Copestylum och familjen blomflugor. Inga underarter finns listade i Catalogue of Life.